# Кардла
Кардла (ест. Kärdla) град је у Естонији и административни центар естонског округа Хијума, односно општине Хију. 
Са око 3.300 становника највећи је град и једино градско насеље на острву Хијума. 

## Географија
Град Кардла налази се на североисточној обали острва Хијуме, уз обалу залива Вајнамери. Кроз сам град протиче неколико мањих потока. 
Југоисточно од града налази се ударни метеорски кратер пречника око 4 km, настао пре око 455 милиона година.

## Историја
У писаним изворима Кардла се први пут помиње 1564. као малено село насељено углавном Швеђанима. Након неколико векова шведске и данске власти цело подручје 1721. долази под власт Руске Империје и током руске владавине Кардла почиње економски да се развија. Године 1830. отворена је текстилна фабрика која је убрзо постала главни привредни покретач целог подручја. Нешто касније, 1849. саграђена је и лука. 
Године 1918. Кардла постаје делом независне Естоније. Етничка слика града знатно се променила током Другог светског рата након што су град напустили готово сви припадници немачког и шведског народа, а уместо њих населили су се етнички Естонци и мања група Руса. Током рата град је доживео велика разарања. 
Званичан статус града Кардла има од 1938. године. Шира градска територија имала је све до 2013. статус засебне градске општине, након чега је њена територија уједињена са суседном општином Киргесаре у руралну општину Хију. 

## Демографија
Према проценама Статистичког завода Естоније за 2016. град кардла је имао око 3.300 становника и био је највеће градско насеље на теритроији округа Хијума.
| 1897  | 1922. | 1959. | 1970. | 1989. | 2000. | 2011. | 2016. |
| ----- | ----- | ----- | ----- | ----- | ----- | ----- | ----- |
| 1.718 | 1.580 | 2.688 | 2.969 | 4.126 | 3.672 | 3.050 | 3.300 |

У етничком смислу основу популације чине Естонци са уделом од око 97,64%. 

## Привреда и саобраћај
Са континенталним делом земље Кардла је повезана путем трајекта који повезује малену луку Рохукила на Хијуми (на око 25 km југоисточно од кардле) са луком Хелтерма у округу Ланема. Дужина трајектне линије је око 28 km, док путовање траје 90 минута. Град је аутобуском линијом повезан са главним градом Талином. 
У близини града налази се мањи локални аеродром са ког се обављају чартер летови са Талином. 
Главне привредне активности у граду су туризам, риболов и пољопривреда. 

## Међународна сарадња
Град Кардла има потписане уговоре о међународној сарадњи и партнерству са следећим градовима:
- Димос Јорјопулес, Крит, Грчка.[3]

## Галерија
- Градска црква
- Ресторан „Ранапаргу”
- Туристички инфо центар
- Једна од улица у Кардли
- Део обале уз град